# Mr Selfridge
Mr Selfridge is een Britse televisieserie uitgezonden door de KRO/NCRV. Het behelst de wederwaardigheden van de zakenman Harry Gordon Selfridge die in 1909 vanuit de Verenigde Staten naar Londen kwam om in Oxford Street een groot warenhuis op te richten. Harry Selfridge (zijn rol wordt in de serie gespeeld door de Amerikaanse acteur Jeremy Piven) is een zeer ambitieus en harde zakenman die een heel ander beleid volgt dan zijn conservatief ingestelde collega's in het Verenigd Koninkrijk. Met de introductie van allerlei producten weet hij zijn collega's op alle punten voor te blijven. De serie is een gedramatiseerde weergave van de werkelijke gebeurtenissen van de Londense warenhuisketen Selfridges die later met veel filialen uitgroeide tot een van de grootste nog bestaande warenhuizen in het Verenigd Koninkrijk.

## Belangrijkste acteurs en actrices
- Ron Cook als Mr. Crabb (40 afleveringen, 2013–2016)
- Jeremy Piven als Harry Selfridge (39 afleveringen, 2013–2016)
- Tom Goodman-Hill als Mr. Grove (39 afleveringen, 2013–2016)
- Amy Beth Hayes als Kitty Hawkins (38 afleveringen, 2013–2016)
- Amanda Abbington als Miss Mardle (36 afleveringen, 2013–2016)
- Samuel West als Frank Edwards (37 afleveringen, 2013–2016)
- Trystan Gravelle als Victor Colleano (34 afleveringen, 2013–2016)
- Calum Callaghan als George Towler (33 afleveringen, 2013–2016)